# Coelanthum semiquinquefidum
Coelanthum semiquinquefidum är en kransörtsväxtart som först beskrevs av Joseph Dalton Hooker, och fick sitt nu gällande namn av George Claridge Druce. Coelanthum semiquinquefidum ingår i släktet Coelanthum, och familjen kransörtsväxter. Inga underarter finns listade i Catalogue of Life.